# باول أورموند
باول أورموند (بالإنجليزية: Paul Ormond)‏ هو لاعب قذف أيرلندي، ولد في 18 أغسطس 1977 في Templemore ‏ في جمهورية أيرلندا.